# Besseria anthophila
Besseria anthophila là một loài ruồi trong họ Tachinidae.